# Szamil Musajew
Szamil Musajewicz Musajew (ros. Шамиль Мусаевич Мусаев, ur. 8 stycznia 1994 w Kizlar) – rosyjski zawodnik mieszanych sztuk walki (MMA) pochodzenia awarskiego. Były zawodnik polskiej organizacji KSW. Obecnie związany z amerykańską organizacją PFL, w której jest zwycięzcą turniej wagi półśredniej.

## Kariera MMA

### Wczesna kariera
W zawodowym MMA Rosjanin zadebiutował w 2013 roku w kategorii półśredniej, wygrywając wówczas ze swoim rodakiem. Po trzech wygranych z rzędu, w 2014 roku trafił do rosyjskiej organizacji MMA – M-1 Global. W międzyczasie walczył na galach MMA w Rosji i na Białorusi.

### KSW
Następnie w 2019 roku podpisał kontrakt z polską organizacją MMA, Konfrontacją Sztuk Walki. W debiucie na gali KSW 48, schodząc do kategorii lekkiej, pokonał byłego mistrza federacji TFL – Huberta Szymajdę, przez ciosy z krucyfiksu w parterze. 
7 grudnia 2019 na gali KSW 52 w Gliwicach, znokautował obrotowym backfistem byłego pretendenta do tytułu mistrzowskiego KSW w wadze lekkiej – Grzegorza Szulakowskiego.
W sierpniu 2020 był pretendentem do pasa w kategorii lekkiej KSW, jednak tuż przed walką z Mateuszem Gamrotem doznał kontuzji kolana i musiał wycofać się z walki.
Kolejny swój pojedynek stoczył 30 stycznia 2021 na gali KSW 58 w Łodzi. Pokonał tam jednogłośną decyzją Uroša Jurišičia, zapewniając Słoweńcowi pierwszą porażkę w zawodowej karierze. Po ogłoszeniu werdyktu wybuchła awantura pomiędzy zawodnikami. Mimo ogromnej afery obaj zawodnicy zostali nagrodzeni bonusem finansowym za walkę wieczoru, jednak za nieodpowiednie zachowanie poleciały inne kary finansowe. Musajew został pozbawiony 50 procent swojej gaży, a Jurisić – 30 procent.
23 października na gali KSW 64 w łódzkiej Atlas Arenie zremisował swój pojedynek z Michałem Pietrzakiem. Jeden z sędziów punktował 29-27 dla Musajewa, dwaj pozostali jednak 28-28.
19 marca 2022 na gali KSW 68 w Radomiu miał stoczyć rewanżowy pojedynek z Michałem Pietrzakiem, jednak w związku z inwazją Rosji na Ukrainę, organizacja KSW podjęła decyzję o odwołaniu występu rosyjskiego zawodnika.

### Walka w RCC
Po blisko dwu letniej przerwie spowodowanej brakiem możliwości walk w KSW, powrócił do oktagonu 28 lipca 2023, gdzie w walce wieczoru gali RCC 16 w Tiumeniu skrzyżował rękawice ze swoim rodakiem, doświadczonym Aleksiejem Kunczenko. W niecałe 90 sekund od rozpoczęcia pojedynku wystrzelił obrotówką w korpus rywala, a potem dobił go serią ciosów na siatce.

### PFL
11 marca 2024 czołowa amerykańska organizacja Professional Fighters League ogłosiła, że Musajew zawalczy w turnieju wagi półśredniej PFL o milion dolarów. W pierwszej walce u nowego pracodawcy zmierzył się z byłym mistrzem organizacji Bellator MMA w wadze półśredniej, Loganem Storleyem. Do starcia doszło 19 kwietnia podczas gali PFL 3: 2024 Regular Season w Chicago. W niespełna 30 sekund drugiej rundy pokonał Amerykanina przez nokaut. 
W drugiej walce dla amerykańskiej organizacji, którą stoczył 28 czerwca 2024 w Sioux Falls na gali PFL 6: 2024 Regular Season podjął niepokonanego przed starciem rodaka, Murada Ramazanowa. Musajew w drugiej rundzie technicznie znokautował Ramazanowa, tym samym zadając mu pierwszą porażkę w zawodowej karierze.  
Do rewanżu zawodników doszło dwa miesiące później na gali PFL 9: 2024 Playoffs w Waszyngtonie. Starcie miało status półfinałowy tegorocznego turnieju PFL w wadze półśredniej. Musajew ponownie zwyciężył, jednak tym razem pokonując Ramzanowa jednogłośnie na punkty. Ten triumf zapewnił Musajewowi awans do finału turnieju wagi półśredniej PFL, gdzie spotkał się z innym niepokonanym rodakiem, Magomiedem Umałatowem. Musajew w trzeciej rundzie znokautował Umałatowa, tym samym wygrywając turniej z pulą nagród wynoszącą milion dolarów i zdobywając tytuł mistrza PFL w wadze półśredniej. 
Pod koniec grudnia 2024 roku, Szamil Musajew został uznany w Rosji za najlepszego zawodnika MMA roku 2024 w głosowaniu dziennikarzy branżowej prasy, zdobywając aż 190 punktów w obranych kryteriach wyboru, na które głosowało 35 dziennikarzy. 

## Styl walki
Musajew w swoich walkach stara się szybko pokonać swoich przeciwników. W swoich statystykach ma wiele zakończeń walk w pierwszej i drugiej rundzie. Ma silne umiejętności zapaśnicze, a także przyzwoite umiejętności brazylijskiego jiu-jitsu i wushu.

## Życie prywatne
Musajew należy do grupy etnicznej Awarów z Dagestanu. Niektóre źródła zaczęły wskazywać na fałszywe informacje, że Musajew urodził się w mieście Mytiszczi, w obwodzie moskiewskim. Ta dezinformacja wynikała z faktu, że później trenował i walczył w klubie MMA, Golden Team w tym mieście. W rezultacie obecnie mieszka w Mytiszczi.
Po udanej walce debiutanckiej walce dla organizacji KSW z Hubertem Szymajdą, polscy fani nadali mu przydomek „Cichy Zabójca” ze względu na jego tendencję do minimalnego używania słów podczas wywiadów.
Jego menadżerem jest Ivan Dijaković, który jest również jednym z dwóch współzałożycieli wybitnego klubu treningowego MMA, UFD Gym. To właśnie dzięki współpracy z nim Musaejew szybko zaprzyjaźnił się z obecnym zawodnikiem UFC Abusem Magomiedowem.
W klubie Golden Team miał okazję trenować między innymi z Anatolijem Małychinem (pierwszym i jedynym mistrzem świata MMA w trzech kategoriach wagowych.
Musajew walczył również w zawodach grapplingowych, zgodnie z regulaminem Międzynarodowej Federacji Zapaśniczej, będąc studentem Rosyjskiego Uniwersytetu Współpracy, reprezentując klub Golden Team. Zdobył medal na „Moscow Region Grappling Championship” w lutym 2015 roku.
Zdobył tytuł „Międzynarodowego Mistrza Sportu w Wushu Sanda” ze względu na swoje liczne osiągnięcia w tej sztuce walki. Posiada również tytuł „Międzynarodowego Mistrza Sportu w amatorskim MMA”. To czyni go jednym z niewielu sportowców walki, którzy mają dwa oddzielne tytuły „Międzynarodowego Mistrza Sportu” w dwóch różnych sportach walki. Oprócz tych wyróżnień jest również kwalifikowany jako „Kandydat na Mistrza Sportu” zarówno w zapasach w stylu wolnym, jak i sambo bojowym. Jak dotąd nie przyznano mu tytułu „Mistrza Sportu” w tych sztukach walki.

## Osiągnięcia

### Mieszane sztuki walki
- 2016: Mistrz Europy MMA [49]
- 2017: Mistrz Świata MMA
- 2024: Zwycięzca turnieju PFL w wadze półśredniej[5]
- 2024: Najlepszy zawodnik MMA Rosji roku 2024[31][32]

### Wushu/sanda
- 1x Mistrzostwo Świata Juniorów Wushu Sanda
- 2x Mistrzostwa Europy Wushu Sanda[50]
- 6x Mistrzostw Rosji wushu[51]

## Lista zawodowych walk w MMA
| Wynik   | Bilans | Przeciwnik (bilans przed walką)     | Rozstrzygnięcie                             | Runda | Czas | Rozgrywki                                                     | Data       | Miejsce     | Uwagi                                                                   |
| ------- | ------ | ----------------------------------- | ------------------------------------------- | ----- | ---- | ------------------------------------------------------------- | ---------- | ----------- | ----------------------------------------------------------------------- |
| Wygrana | 18-0-1 | Magomied Umałatow (17-0)            | TKO (lewy hak i ciosy pięściami w parterze) | 3     | 1:44 | PFL 10: 2024 PFL World Championship                           | 29.11.2024 | Rijad       | Wygrał turniej PFL 2024 w wadze półśredniej.                            |
| Wygrana | 17-0-1 | Murad Ramazanow (12-1. 1 NC)        | Decyzja (jednogłośna)                       | 3     | 5:00 | PFL 9: 2024 Playoffs                                          | 23.08.2024 | Waszyngton  | Półfinał turnieju PFL 2024 w wadze półśredniej.                         |
| Wygrana | 16-0-1 | Murad Ramazanow (12-0. 1 NC)        | TKO (lewy sierpowy i ciosy pięściami)       | 2     | 1:51 | PFL 6: 2024 Regular Season                                    | 28.06.2024 | Sioux Falls | Playoffy sezonu regularnego PFL 2024 w wadze półśredniej.               |
| Wygrana | 15-0-1 | Logan Storley (15-2)                | KO (ciosy pięściami w parterze)             | 2     | 0:27 | PFL 3: 2024 Regular Season                                    | 19.04.2024 | Chicago     | Debiut w PFL. Playoffy sezonu regularnego PFL 2024 w wadze półśredniej. |
| Wygrana | 14-0-1 | Aleksiej Kunczenko (21-4)           | TKO (obrotówka na korpus i ciosy pięściami) | 1     | 1:26 | RCC 16                                                        | 28.07.2023 | Tiumeń      | Main Event                                                              |
| Remis   | 13-0-1 | Michał Pietrzak (10-4)              | Remis (większościowy)                       | 3     | 5:00 | KSW 64: Przybysz vs. Santos                                   | 23.10.2021 | Łódź        |                                                                         |
| Wygrana | 13-0   | Uroš Jurišić (11-0)                 | Decyzja (jednogłośna)                       | 3     | 5:00 | KSW 58: Parnasse vs. Torres                                   | 30.01.2021 | Łódź        | Przejście do wagi półśredniej. Bonus za walkę wieczoru.                 |
| Wygrana | 12-0   | Grzegorz Szulakowski (9-3)          | KO (backfist)                               | 1     | 1:27 | KSW 52: Race                                                  | 07.12.2019 | Gliwice     |                                                                         |
| Wygrana | 11-0   | Hubert Szymajda (8-2)               | TKO (ciosy w parterze z krucyfiksu)         | 1     | 3:52 | KSW 48: Szymański vs. Parnasse                                | 27.04.2019 | Lublin      | Debiut w KSW w wadze lekkiej.                                           |
| Wygrana | 10-0   | Marat Chasanow (4-5)                | TKO (ciosy pięściami)                       | 1     | 3:08 | Fight Nights Global 91                                        | 27.12.2018 | Moskwa      | Pojedynki w wadze półśredniej.                                          |
| Wygrana | 9-0    | Muller da Silva Couto (13-5)        | Poddanie                                    | ?     | ?    | Golden Team Championship 3                                    | 03.10.2018 | Lubierce    | Pojedynki w wadze półśredniej.                                          |
| Wygrana | 8-0    | Rasul Samadov (0-1)                 | KO (wysokie kopnięcie na głowę)             | 1     | 2:47 | Golden Team: Mytishchi Arena Cup                              | 20.05.2017 | Mytiszcze   | Powrót do wagi lekkiej.                                                 |
| Wygrana | 7-0    | Gergo Bodis (0-0)                   | Poddanie (duszenie zza pleców)              | 1     | 2:24 | UOMMA – FighteRevolution Cup 2016: Team Russia vs. Team World | 12.08.2016 | Królewiec   | Pojedynek w wadze półśredniej.                                          |
| Wygrana | 6-0    | Mirlan Tilekbaev (0-0)              | KO (ciosy)                                  | 2     | 1:26 | ProfSport: GPro 19                                            | 03.05.2016 | Moskwa      | Powrót do wagi lekkiej.                                                 |
| Wygrana | 5-0    | Felipe Salvador Nsue Ayiugono (5-6) | KO (ciosy)                                  | 1     | 1:12 | Russian MMA Union: New Horizons Grand Final                   | 22.11.2014 | Mińsk       |                                                                         |
| Wygrana | 4-0    | Roman Mironienka (5-4)              | Decyzja (jednogłośna)                       | 2     | 5:00 | M-1 Global: MixFighter Season 4                               | 15.06.2014 | Mińsk       | Debiut w wadze lekkiej.                                                 |
| Wygrana | 3-0    | Pawieł Masalski (1-4)               | TKO (ciosy pięściami)                       | 2     | 2:30 | Mix Fighter: New Horizons Qualifying                          | 27.05.2014 | Mińsk       |                                                                         |
| Wygrana | 2-0    | Rawil Gadżyjew (0-0)                | Decyzja (jednogłośna)                       | 2     | 5:00 | Real Steel 2013                                               | 14.09.2013 | Dubna       |                                                                         |
| Wygrana | 1-0    | Muslim Mubarakszojew (0-0)          | TKO (przerwanie przez lekarza)              | 1     | 4:45 | Razdolie Cup 2                                                | 30.06.2013 | Zielenograd | Debiut w wadze półśredniej.                                             |